# Jakob Novak
Jakob Novak, slovenski nogometaš, * 4. marec 1998.
Novak je profesionalni nogometaš, ki igra na položaju vezista. Od leta 2025 je član turškega kluba Oțelul Galați, ki ga je posodil v Jenis. Pred tem je igral za slovenske klube Olimpijo, Rudar Velenje in Celje, turški Boluspor in kazahstanski Atirau. Skupno je v prvi slovenski ligi odigral 112 tekem in dosegel pet golov. Z Olimpijo je osvojil naslov slovenskega državnega prvaka v sezoni 2015/16, s Celjem pa v sezoni 2019/20. Bil je tudi član slovenske reprezentance do 15, 16, 17, 18, 19 in 21 let.